# Narodowy Teatr Nō
Narodowy Teatr Nō (jap. 国立能楽堂 Kokuritsu Nōgaku-dō) – otwarty w 1983 roku teatr w Japonii, w którym wystawiane są sztuki nō i kyōgen, położony w dzielnicy Shibuya w Tokio.

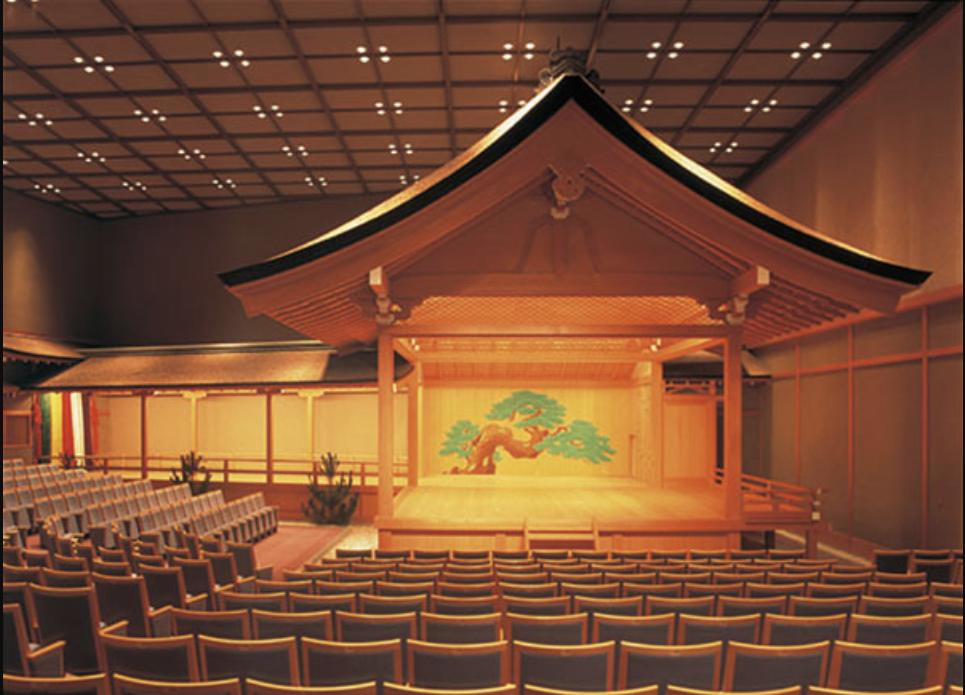
Scena Narodowego Teatru Nō w Tokio

Wraz z kilkoma innymi scenami mającymi status teatrów narodowych, jest zarządzany przez organizację rządową Japan Arts Council.
Klimatyzowany gmach teatru mieści w sobie tradycyjną, zadaszoną scenę nō. Widownia podzielona jest na trzy sektory: shōmen (正面) na wprost głównej sceny, naka-shōmen (中正面) pod kątem 45 stopni do sceny oraz waki-shōmen (脇正面) z boku sceny. Od 2006 roku każdy widz ma do dyspozycji ekran ciekłokrystaliczny (zamontowany w fotelu poprzedzającym), wyświetlający tekst sztuki oraz komentarze w języku japońskim i angielskim.